# Economia de Jersey
A economia de Jersey ou de Jérsia baseia-se nos serviços financeiros, no turismo, no comércio eletrônico e na agricultura, os serviços financeiros contribuem aproximadamente o sessenta por cento da economia da ilha, e a ilha é reconhecida como um dos principais centros financeiros extraterritoriais.
Graças à especialização em alguns setores de alta rentabilidade, o poder aquisitivo de Jersey é muito alto. A ilha tem uma produção econômica per capita bastante elevada, superior a grandes economias desenvolvidas. A estimativa do PIB per capita para 2005 foi de 57.000 dólares, cifra que só foi superada por outros dois pequenos estados com similares características econômicas: as Bermudas e Luxemburgo. Em 2008 a renda nacional bruta per capita de Jersey esteve entre as maiores do mundo.
Além de seu sistema bancário e financeiro, Jersey também depende do turismo. Em 2006 teve 729.000 visitantes (3% mas que no ano anterior), mas o gasto total dos visitantes aumentou tão somente 1%. Os turistas que ingressam ou saem da ilha podem comprar mercadorias livres de impostos.
Os principais produtos agrícolas são as batatas e os produtos lácteos. A fonte de leite bovino de Jersey é uma pequena raça de gado que é também reconhecida (ainda que não de forma generalizada) pela qualidade de sua carne. Voltou-se a introduzir em pequena escala a produção de carne orgânica, em um esforço para diversificar a indústria. O comércio de produtos hortigranjeiros era tradicionalmente feito em caixotes deixados na beira das estradas, onde os compradores pegavam as mercadorias que queriam e deixavam o dinheiro[carece de fontes?]. No século XXI, a diversificação da agricultura e as modificações no planejamento estratégico têm levado os produtos da granja às lojas substituindo muitos dos postos de venda nas estradas.